# Hoteluri (Maxi-single)
Hoteluri este maxi-single-ul ce promova albumul IV: Deasupra tuturor. Este primul single oficial al trupei și a fost lansat pe data de 8 mai 1997 prin Cat Music / Media Services, iar albumul IV: Deasupra tuturor a fost lansat pe data de 10 noiembrie 1997tot prin Cat Music / Media Services. Membrii trupei erau tot Tataee,Caddy și Uzzi.

## Ordinea pieselor[3]
| Nr. | Titlu                                       | Autor(i)                       | Text                           | Lungime |  |
| 1.  | „Hoteluri” (Feat. July) (Radio Edit)        | Mr. Juice, Daddy Caddy și Uzzi | Daddy Caddy, Uzzi și Mr. Juice | 4:42    |  |
| 2.  | „Hoteluri” (Feat. July)                     | Mr. Juice, Daddy Caddy și Uzzi | Daddy Caddy, Uzzi și Mr. Juice | 4:42    |  |
| 3.  | „Hoteluri” (Feat. July) (Instrumental)      | Mr. Juice, Daddy Caddy și Uzzi | Daddy Caddy, Uzzi și Mr. Juice | 4:42    |  |
| 4.  | „Hoteluri” (Remix Ol'School)                | Mr. Juice, Daddy Caddy și Uzzi | Daddy Caddy, Uzzi și Mr. Juice | 4:10    |  |
| 5.  | „Hoteluri” (Remix Ol'School) (Instrumental) | Mr. Juice, Daddy Caddy și Uzzi | Daddy Caddy, Uzzi și Mr. Juice | 4:10    |  |
| 6.  | „Vii sau morți”                             | Uzzi, Daddy Caddy și Mr. Juice | Uzzi, Daddy Caddy și Mr. Juice | 3:55    |  |